# Nefertitis byst
Nefertitis byst är en skulptur av drottning Nefertiti, gemål till farao Akhenaton i Egypten. Bysten dateras till omkring 1345 f.Kr. och attribueras bildhuggaren Thutmosis. Den är utställd på Ägyptisches Museum und Papyrussammlung som utgör en del av Neues Museum i Berlin. Kalkstensbysten är utförd i naturlig storlek och med bemålad stuck. Den påträffades 1912 av den tyske egyptologen Ludwig Borchardt i samband med en utgrävning i en skulpturateljé i Amarna och var sannolikt en förlaga till större, offentliga arbeten.